# Spirontocaris
Spirontocaris is een geslacht van kreeftachtigen uit de klasse van de Malacostraca (hogere kreeftachtigen).

## Soorten
- Spirontocaris arcuata Rathbun, 1902
- Spirontocaris arcuatoides Kobjakova, 1962
- Spirontocaris brashnikowi Kobjakova, 1936
- Spirontocaris brevidigitata Kobjakova, 1935
- Spirontocaris dalli Rathbun, 1902
- Spirontocaris gurjanovae Kobjakova, 1955
- Spirontocaris holmesi Holthuis, 1947
- Spirontocaris intermedia Kobjakova, 1936
- Spirontocaris lamellicornis (Dana, 1852)
- Spirontocaris liljeborgii (Danielssen, 1859)
- Spirontocaris microdentata Kobjakova, 1962
- Spirontocaris murdochi Rathbun, 1902
- Spirontocaris ochotensis (Brandt, 1851)
- Spirontocaris pectinifera (Stimpson, 1860)
- Spirontocaris phippsii (Krøyer, 1841)
- Spirontocaris prionota (Stimpson, 1864)
- Spirontocaris sica Rathbun, 1902
- Spirontocaris snyderi Rathbun, 1902
- Spirontocaris spina
- Spirontocaris spinus (Sowerby, 1805 [in Sowerby, 1804-1806])
- Spirontocaris truncata Rathbun, 1902
- Spirontocaris urupensis Kobjakova, 1962